# 扬·扎哈拉
扬·扎哈拉（1928年8月27日—2025年1月2日）是一名斯洛伐克男子拳击运动员。他曾代表捷克斯洛伐克参加1952年和1956年夏季奥林匹克运动会拳击比赛，其中1952年奥运会获得一枚金牌。